# ولفز هد
انجمن وُلفز هد (سرِ گرگ) یک انجمن مخفی برای دانشجویان سال آخر دانشگاه ییل در نیوهیون، کنتیکت است. این انجمن، در کنار محفل مخفی جمجمه و استخوان و انجمن طومار و کلید، یکی از «سه انجمن بزرگ» دانشگاه ییل محسوب می‌شود.
هر ساله، شانزده نفر از دانشجویان دانشگاه ییل - که معمولاً دانشجویان سال آخر هستند - به عضویت فعال این انجمن انتخاب می‌شوند. افزون بر این، اعضای افتخاری نیز در این انجمن حضور دارند. اعضای فعلی انجمن، در طول دوران عضویت خود، در برابر انجمن فارغ التحصیلان پاسخگو هستند.
برخی از اعضای پیشین این انجمن در  عرصه‌های مختلفی همچون ورزش، تجارت، هنرهای زیبا و ادبی، آموزش عالی، روزنامه‌نگاری و سیاست به  موفقیت و  شهرت دست یافته‌اند.

## تاریخچه
پانزده نفر از دانشجویان سال آخر کلاس ۱۸۸۴ ییل، با همراهی و کمک اعضای کلاس ۱۸۸۳ - که گزینه‌های احتمالی برای عضویت در انجمن‌های قدیمی‌تر به شمار می‌رفتند - «سومین انجمن» ییل را بنیان نهادند. این انجمن پنج سال بعد نام خود را به «سر گرگ» تغییر داد.
بیش از ۳۰۰ نفر از فارغ التحصیلان کالج ییل و تعدادی از اساتید مدرسه حقوق ییل در تلاش برای مقابله با سلطه انجمن جمجمه و استخوان در امور دانشجویان و دانشگاه، به تأسیس این انجمن کمک کردند. با تأسیس این انجمن، آخرین تلاش مسئولان و دانشجویان برای لغو و منحل کردن انجمن‌های مخفی و انجمن‌های دانشجویان سال آخر در ییل با شکست مواجه شد.
رسم ایجاد و حفظ یک انجمن جدید از زمانی ایجاد شد که تعداد کافی از دانشجویان سال آخر احساس می‌کردند نادیده گرفته شده‌اند: انجمن جمجمه و استخوان در سال ۱۸۳۲ و پس از اختلاف بر سر انتخاب برندگان جوایز فی بتا کاپا تأسیس شد؛ انجمن طومار و کلید، دومین انجمن ییل، در سال ۱۸۴۱ و پس از اختلاف بر سر انتخابات انجمن جمجمه و استخوان تأسیس شد. تأسیس سومین انجمن تا حدودی ناشی از این احساس در میان برخی از دانشجویان بود که آن‌ها شایسته و لایق عضویت در دو انجمن دانشگاه را دارند اما نادیده گرفته خواهند شد. برخی از بنیان‌گذاران این انجمن معتقد بودند: «تعداد محدودی از دانشجویان کاملاً متقاعد شده بودند که در حذف آن‌ها از فهرست منتخبان انجمن‌های دیگر، بی‌عدالتی بزرگی رخ داده است».

## پیشینه
دانشجویان کالج ییل، پیش از تأسیس شعبه آلفای کنتیکت فی بتا کاپا در سال ۱۷۸۰ در ییل - که دومین شعبه پس از تأسیس آن انجمن در سال ۱۷۷۶ بود (که هنوز هم اعضای آن با یکدیگر به شیوه‌ای خاص دست مخفیانه می‌دهند) - به تأسیس و عضویت در انجمن‌های ادبی اقدام می‌کردند. تا دهه ۱۸۳۰، انجمن‌های ادبی دانشگاه همچون لینونیا، برادران در وحدت، و کالیوپین جایگاه خود را از دست داده بودند. کالیوپین در سال ۱۸۵۳ منحل شد و بقیه نیز پس از جنگ داخلی آمریکا فعالیت خود را متوقف کردند. کالیوپین، لینونیا، و برادران در وحدت به ترتیب در سال‌های ۱۸۱۹-۱۸۵۳، ۱۷۶۸-۱۸۷۸، و ۱۷۳۵-۱۸۶۸ فعالیت داشتند.
از اواسط دهه ۱۸۴۰ تا ۱۸۸۳، چندین انجمن تأسیس شد، اما هیچ‌کدام نتوانستند علاقه دانشجویان رشته‌های علوم انسانی در کالج ییل - که به عنوان گسترده‌ترین بخش دانشگاهی شناخته می‌شد - را به خود جلب کنند. در نتیجه، انجمن‌هایی همچون ستاره و دارت، شمشیر و تاج، قوری چای، بیل و قبر، و E.T.L. منحل شدند.
فی بتا کاپا از سال ۱۸۷۱ تا ۱۸۸۴ در ییل غیرفعال بود که تقریبا با سازماندهی مجدد این انجمن در سطح ملّی همزمان بود. در دهه ۱۸۲۰، موج احساسات ضد ماسونی در سراسر ایالات متحده، فی بتا کاپا را وادار کرد تا نقش پنهان‌کاری و نهان‌روشی در فعالیت‌های خود را مورد بازنگری قرار دهد. همزمان با سازماندهی مجدد ملی فی بتا کاپا در سال ۱۸۸۱، پنهان‌کاری و نهان‌روشی به عنوان یکی از ویژگی‌های اصلی این انجمن در تمامی شعب آن از بین رفت و رقابت با دیگر انجمن‌های برادری، باشگاه‌ها و انجمن‌های دانشگاهی کاهش یافت. به همین دلیل، پنهان‌کاری و نهان‌روشی به زودی در شعبه ییل نیز کنار گذاشته شد. فی بتا کاپا امروزه بدون هیچ گونه پنهان‌کاری و نهان‌روشی، همچنان به عنوان یک انجمن افتخار دانشگاهی فعالیت می‌کند.
از دهه ۱۸۵۰، ترکیب دانشجویان کارشناسی ییل متنوع‌تر شد. این کالج در حال تبدیل شدن به یک مؤسسه با اهمیت در سطح ملّی بود. دانشجویانی که از مناطق فراتر از نیو انگلند می‌آمدند و یا پیرو مسیحیت کلیسای جماعت‌گرا و یا پروتستان نبودند، به تعداد زیاد وارد این کالج شدند.
هیئت علمی و مدیریت دانشگاه تحت سلطه فارغ‌التحصیلان انجمن جمجمه و استخوان بود، به طوری که بین سال‌های ۱۸۶۵ تا ۱۹۱۶، چهار نفر از هر پنج عضو هیئت علمی را فارغ‌التحصیلان این انجمن تشکیل می‌دادند. از سال ۱۸۶۹ تا ۱۹۲۱، دبیران دانشگاه و به مدت چهل و سه سال از چهل و هشت سال بین ۱۸۶۲ تا ۱۹۱۰، خزانه‌داران دانشگاه از میان فارغ‌التحصیلان انجمن جمجمه و استخوان انتخاب می‌شدند. پنج نفر از شش عضو اول هیئت امنای ییل که توسط فارغ‌التحصیلان انتخاب شدند، عضو انجمن جمجمه و استخوان بودند.
به تدریج، نارضایتی‌ها از این وضع افزایش یافت: در سال ۱۸۷۳، روزنامه دانشجویی The Iconoclast که تنها یک بار در تاریخ ۱۳ اکتبر ۱۸۷۳ منتشر شد، خواستار لغو نظام انجمنی شد. در این روزنامه آمده بود: «انجمن جمجمه و استخوان از هر کلاسی افراد خود را برمی‌گزیند... آن‌ها کنترل ییل را در دست گرفته‌اند. امور دانشگاه توسط آن‌ها اداره می‌شود. شهریه پرداختی به کالج باید به دست آن‌ها برسد و مطابق میل آن‌ها خرج شود.... کالج ییل در مقابل انجمن جمجمه و استخوان قرار گرفته است!! ما از همه می‌پرسیم، حق این است که کدام یک باید به بقای خود ادامه دهد؟ کالج ییل یا انجمن جمجمه و استخوان؟». روزنامه Yale Daily News برای اولین بار در ۲۸ ژانویه ۱۸۷۸ منتشر شد. در خاطرات مربوط به تولد اولین روزنامه دانشگاهی، از اتخاذ استراتژی «تمسخرِ انجمن‌ها» در سال اول فعالیت این روزنامه یاد شده است.
دانشجویان کلاس ۱۸۸۴ به اتفاق آرا موافقت کردند که با صدور رأی عدم اعتماد به نظام انجمنی، از قیام دوباره علیه این نظام - که همزمان با فارغ‌التحصیلی آن‌ها صورت می‌گرفت - حمایت کنند. این باور به طور گسترده وجود داشت که نظام انجمنی موجود قابل اصلاح نیست و احتمالاً منحل خواهد شد.
در مقابل، در شماره مه ۱۸۸۴ مجله The New Englander، نوشته و منتشر شده توسط اعضای انجمن طومار و کلید، از نظام انجمنی دفاع شد. چندین نشریه به طور مرتب درباره این موضوع گزارش می‌دادند.

## تأسیس

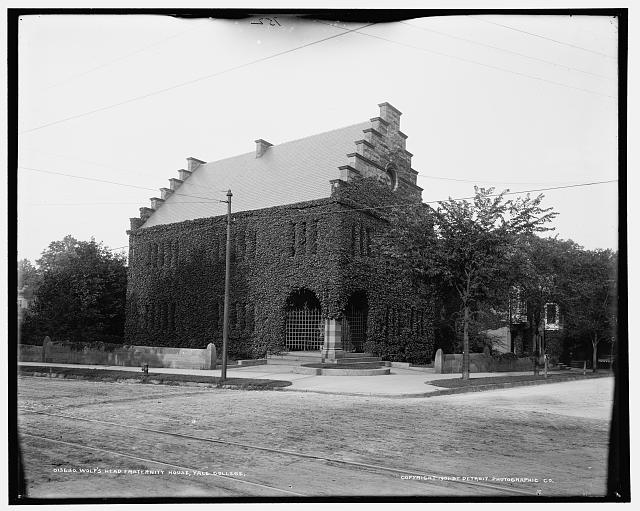
مقبرۀ اولیه در سال 1901 - واقع در کالج ییل

اعضای اولیه انجمن، از جمله ده نفر از مسئولان برگزارکننده مراسم فارغ‌التحصیلی کلاس ۱۸۸۴ به رهبری ادوین آلبرت مریت، در طول سال آخر تحصیل خود به طور مخفیانه با کمک اعضای کلاس ۱۸۸۳ که «مشتاق راه‌اندازی یک انجمن جدید بودند به شرط آنکه ویژگی‌های منفی انجمن‌های قدیمی در آن وجود نداشته باشد» ملاقات کردند. [دانشجویان در حال فارغ‌التحصیلی و دانشجویان سال آخر] در این مورد اتفاق نظر داشتند. در میان حامیان کلاس ۱۸۸۳، افرادی بودند که توسط ناشران مجله Horoscope - یک نشریه دانشجویی که مطالب ویژه‌ای درباره گزینه‌های احتمالی برای عضویت در انجمن‌ها منتشر می‌کرد - به عنوان انتخاب‌های قطعی برای انجمن جمجمه و استخوان یا انجمن طومار و کلید معرفی شده بودند. دانشجویان سال آخر طرفدار انجمن در رأی‌گیری روز مراسم فارغ‌التحصیلی با نتیجه ۶۷ بر ۵۰ پیروز شدند.
این انجمن جدید در حدود ۵ ژوئن ۱۸۸۳ تأسیس شد. در میان دانشجویان کارشناسی، این گروه تازه تأسیس به دلیل داستان روباه و انگور ازوپ، «روباه و انگور» نامیده می‌شد.
دو انجمن قدیمی‌تر به تدریج در رقابت با انجمن سر گرگ تضعیف شدند. روزنامه New Haven Register در سال ۱۸۸۶ گزارش داد: «انجمن سر گرگ، در رابطه با فعالیت‌های عمومی خود، به اندازه [انجمن جمجمه و استخوان و انجمن طومار و کلید] از دنیای بیرون دانشگاه دور نیست. با این حال، پرده ضخیمی از پنهان‌کاری و نهان‌روشی پیرامون سازوکار آن وجود دارد که آن را در زمره انجمن‌های مخفی قرار می‌دهد و این امر به آن ثبات و احترامی در محافل کالج ییل می‌بخشد که در غیر این صورت ممکن است نداشته باشد....». این انجمن به طور مشابه با باشگاه‌های نهایی مرتبط با دانشکدۀ علمی شفیلد اداره می‌شد. با این حال، خیلی زود تقریباً تمام ویژگی‌های انجمن‌های قدیمی‌تر را پیدا کرد.

## جایگاه اولیه
«سومین انجمن» در رأس هرم اجتماعی ییل قرار داشت، هرمی که آجر به آجر آن را انجمن‌های دانشجویان سال‌های پایین‌تر (انجمن‌های سال دومی در سال ۱۸۷۵ و انجمن‌های سال اولی در سال ۱۸۸۰ منحل شدند)، سازمان‌های دانشگاهی، تیم‌های ورزشی، باشگاه‌ها و انجمن‌های برادری ساخته بودند.
در سال ۱۸۸۸، همزمان با محبوبیت نشان انجمن در میان دانشجویان کارشناسی، نام این انجمن به «انجمن سر گرگ» تغییر یافت. این نشان، تصویر طراحی شده سر یک گرگ بر روی یک آنخ معکوس است. آنخ، یک هیروگلیف مصری است که به عنوان صلیب مصری یا «کلید زندگی» شناخته می‌شود. اولین اعضای دانشجو به همکلاسی‌های خود اجازه می‌دادند تا این نشان را لمس کنند، که به طور خاص نشان دهنده رد و تمایز آن با نشان‌های انجمن‌های قدیمی‌تر بود. در این نشان، به جای مرگ یا دانش، زندگی ابدی نمادپردازی شده است. یک فاسس رومی نیز به عنوان یکی از مؤلفه‌های طراحی این نشان در نظر گرفته شده بود.

## دیدگاه
بسیاری از اعضای پیشگام و بعدی انجمن، آداب و رسوم و فضای به ظاهر الهام گرفته از فراماسونری انجمن جمجمه و استخوان را به باد تمسخر می‌گرفتند و آن را «پوپی‌کاک» (اصطلاحی هلندی به معنای «مدفوع نرم») می‌نامیدند. این نگرش در جامعه ییل، به ویژه در میان دانشجویان کارشناسی، بسیار رایج بود. در نمایش کمدی «دزدان دریایی پنزانس»، اعضای انجمن سر گرگ، پادشاه دزدان دریایی نمایش را متقاعد کردند که اعداد ۳۲۲ (بخشی از نشان انجمن جمجمه و استخوان) را زیر تصویر جمجمه و استخوان‌های متقاطع در یک تئاتر محلی نمایش دهد. در مثال دیگری، رئیس دانشگاه ییل، ای. ویتنی گریسولد، این آداب و رسوم را «مزخرفات استخوانی» و «مزخرفات دینک استوور» نامید که زندگی دانشجویان کارشناسی را تحت تأثیر قرار می‌داد.
انجمن سر گرگ بسیاری از سنت‌های قدیمی، مانند جلسات پنجشنبه و یکشنبه را که در میان سایر انجمن‌ها نیز رایج بود، حفظ کرد. پل مور جونیور، عضو ارشد و متولی جانشین (۱۹۶۴-۱۹۹۰) هیئت امنای ییل و اسقف با سابقه کلیسای اسقفی (ایالات متحده)، شبی را که برای اولین بار در جنگ جهانی دوم با جنگ روبرو شد، چنین به یاد می‌آورد: «من آن شب را در کشتی گذراندم و [دوستی از هاروارد] از من درباره قضایای انجمن سر گرگ سؤال می‌کرد. او نمی‌توانست باور کند که من باز هم چنین اسرار بی‌اهمیتی را حتی در شبی که با مرگ احتمالی روبرو بودم، پنهان می‌کنم».

## مقبره

### تالار قدیمی

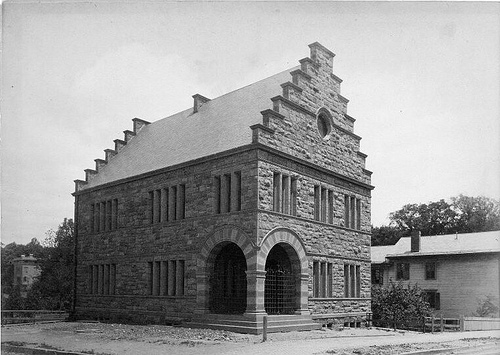
تالار قدیمی - طراحی شده توسط مک‌کیم، مید و وایت, تکمیل بنا در سال ۱۸۸۴

تالار قدیمی که توسط مک‌کیم، مید و وایت طراحی شده بود، در سال ۱۸۸۴ تکمیل شد.
مقبره اصلی، یا تالار قدیمی، طی چند ماه پس از تأسیس انجمن ساخته شد. انجمن‌های قدیمی‌تر بخش دانشگاهی در ابتدا برای دهه‌ها در مکان‌های اجاره‌ای نزدیک دانشگاه ملاقات می‌کردند. انجمن جمجمه و استخوان مقبره خود را در سال ۱۸۵۶، بیش از دو دهه پس از تأسیس، افتتاح کرد. انجمن 
طومار و کلید نیز همین کار را کرد؛ مقبره خود را در سال ۱۸۶۹، بیش از دو دهه پس از تأسیس انجمن، افتتاح کرد.
محل اقامت سابق در ۷۷ خیابان پراسپکت، در آن سوی خیابان گورستان خیابان گروو، یک ساختمان به سبک رومانسک ریچاردسونین بود که برای انجمن امانت فلپس ساخته شده بود و توسط شرکت معماری مک‌کیم، مید و وایت طراحی شده بود. این ساختمان در سال ۱۸۸۴ تکمیل شد. در سال ۱۹۲۴ توسط دانشگاه خریداری شد و به انجمن برادری چی پسی (۱۹۲۴-۱۹۲۹)، Book and Bond (انجمن منحل شده) (۱۹۳۴-۱۹۳۵)، و Vernon Hall (که اکنون Myth and Sword نام دارد) (۱۹۴۴-۱۹۵۴) اجاره داده شد. در حال حاضر، مؤسسه مطالعات اجتماعی و سیاسی ییل در این ساختمان مستقر است.

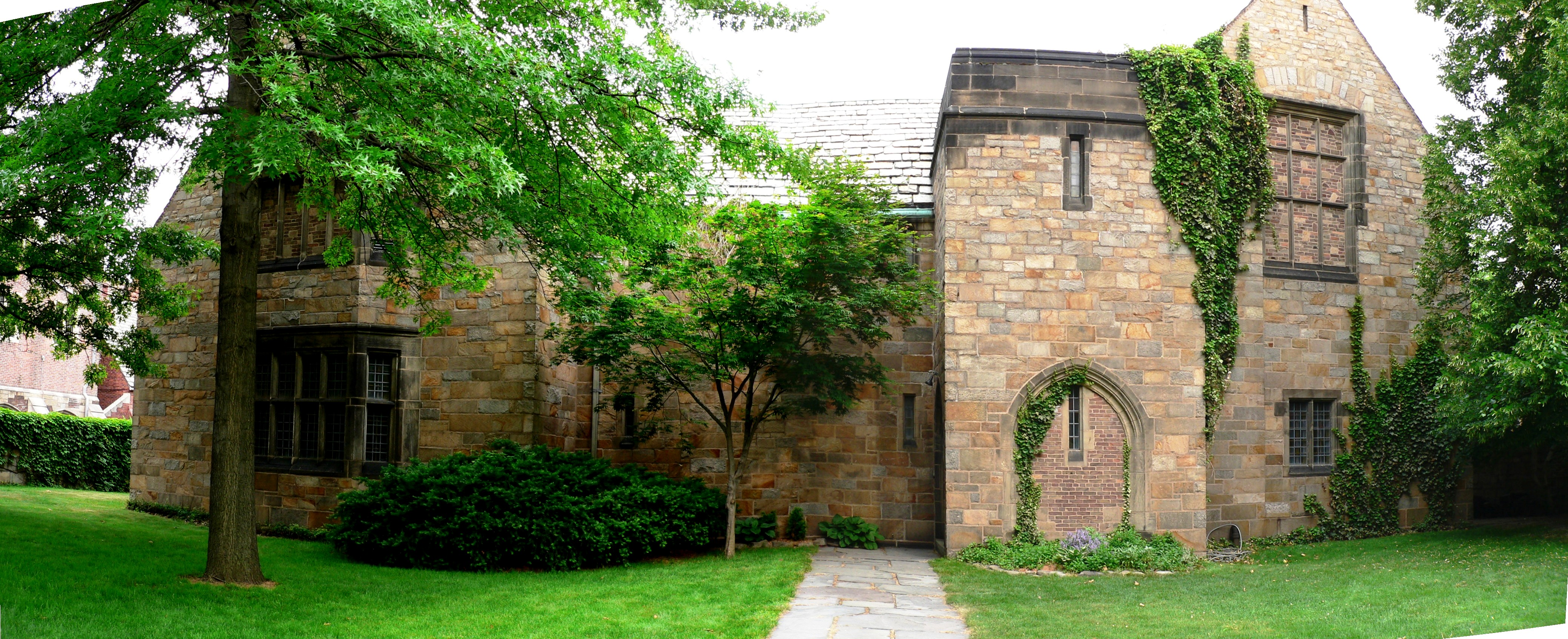
تالار جدید - طراحی شده توسط برترام گودهیو - حدود سال ۱۹۲۴

این خانه با پنجره‌های باریک، توسط روزنامه نیویورک تایمز در سال ۱۹۰۳ به عنوان «مدرن‌ترین و زیباترین» ساختمان با کاربری مشابه معرفی شد. این ساختمان در سال ۱۸۸۴ و بلافاصله پس از آنکه اعضای مؤسس بودجه لازم را تأمین کردند، ساخته شد.

### تالار جدید
تالار جدید که توسط معمار برترام گودهیو طراحی شده بود، در حدود سال ۱۹۲۴ ساخته شد.

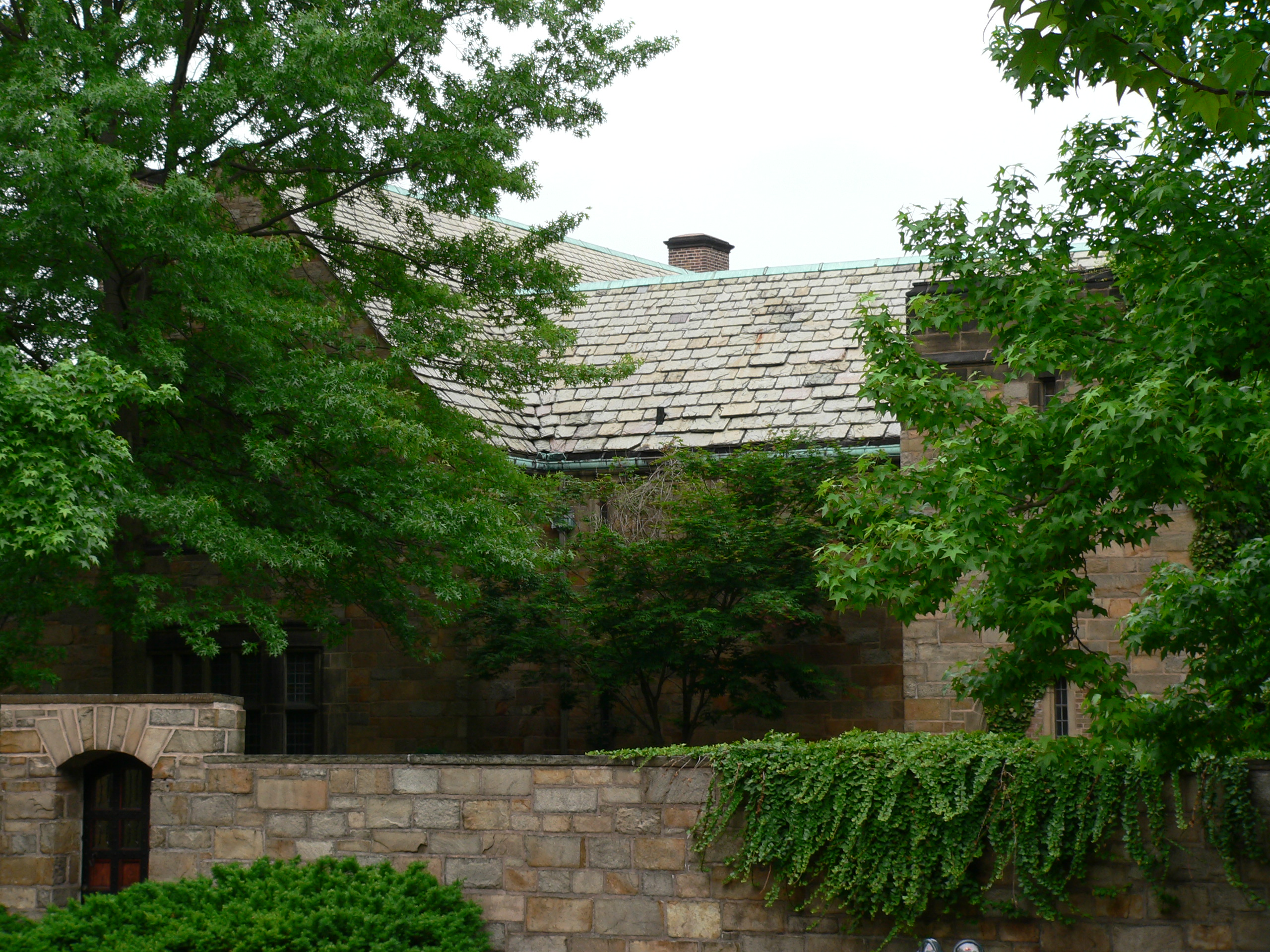
تصویری از تالار جدید که توسط دیوارهای بلند احاطه شده است

برترام گودهیو، معمار، تالار جدید را در حدود سال ۱۹۲۴ طراحی کرد؛ این تالار پس از مرگ او ساخته شد. گودهیو شاگرد جیمز رنویک جونیور، معمار اولین خانه شعبه سنت آنتونی هال در شهر نیویورک بود. این مقبره دارای دیوارهای سنگی و نرده‌های آهنی است و در مرکز بزرگترین مجتمع انجمن مخفی در دانشگاه قرار دارد. این مجتمع مرتفع‌ترین مکان در دانشگاه - پس از برج هارکنس، نماد ییل، و چهارگوش یادبود - محسوب می‌شود.
این خانه در اواسط دهه ۱۹۲۰ افتتاح شد و در خیابان یورک واقع شده است. این خانه توسط ساختمان یادبود بریتون هادن روزنامه Yale Daily News و دانشکده نمایش دیوید گفن در دانشگاه ییل احاطه شده است. مدرسه اصلی نمایش و تئاتر و همچنین ساختمان یادبود بریتون هادن، هدایایی از سوی ادوارد هارکنس به ییل بودند.

## عضویت
این انجمن به جذب افراد اجتماعی و برونگرا با «پیشینۀ تربیت در مدارس خصوصی» شهرت داشته است. اعضای پیشین این انجمن تأثیر زیادی بر موارد زیر داشته‌اند:
- تحصیل مختلط در کالج ییل،[۵۱]
- ایجاد سیستم کالج های مسکونی ییل و سیستم خانه های هاروارد،[۵۲]
- تأسیس باشگاه الیزابت،[۵۳]
- تأسیس اتحادیه سیاسی ییل.[۵۴]

این انجمن، آخرین انجمن کاملاً مردانه ییل بود. از بهار ۱۹۹۲، زنان نیز به عضویت این انجمن پذیرفته شده‌اند.
ادوارد جان فلپس، فرستاده به دربار سنت جیمز (وزیر مختار ایالات متحده در بریتانیا)، در سال ۱۸۸۵ پیشنهاد نامگذاری انجمن فارغ التحصیلان سر گرگ به نام خود را پذیرفت. انجمن فلپس، تا ژانویه ۲۰۱۶، نزدیک به هفت میلیون دلار سرمایه در اختیار داشته است که از این نظر، در میان انجمن‌ها یا باشگاه‌های ییل در رتبه دوم قرار دارد.
انجمن‌های ییل در معیارهای عضویت با باشگاه‌های نهایی هاروارد تفاوت چشمگیری دارند. در انجمن‌های ییل، مشارکت در زندگی دانشجویان کارشناسی به طور تاریخی یکی از معیارهای عضویت بوده است. این در حالی است که باشگاه‌های نهایی هاروارد این ویژگی را در میان اعضای احتمالی خود نادیده می‌گیرند.
این  انجمن،  آخرین  انجمن  کاملاً  مردانه  ییل  بود.  از  بهار  ۱۹۹۲،  زنان  نیز  به  عضویت  این  انجمن  درآمده‌اند.
ادوارد  جان  فلپس،  فرستاده  به  دربار  سنت  جیمز،  در  سال  ۱۸۸۵  پیشنهاد  نامگذاری  انجمن  فارغ‌التحصیلان  سر  گرگ  به  نام  خود  را  پذیرفت.  انجمن  فلپس،  از  ژانویه  ۲۰۱۶،  نزدیک  به  هفت  میلیون  دلار  را  به  عنوان  امانت  در  اختیار  دارد  که  در  بین  انجمن‌ها  یا  باشگاه‌های  ییل  در  رتبه  دوم  قرار  دارد.
انجمن‌های  ییل  در  معیارهای  عضویت  با  باشگاه‌های  نهایی  هاروارد  تفاوت  زیادی  دارند.  مشارکت  در  زندگی  دانشجویان  کارشناسی  از  نظر  تاریخی  از  جمله  معیارهای  عضویت  در  انجمن‌های  ییل  بوده  است.  باشگاه‌های  نهایی  این  ویژگی  را  در  میان  اعضای  احتمالی  خود  در  نظر  نمی‌گیرند.

## اعضای برجسته
انجمن سر گرگ در طول تاریخ خود، میزبان چهره‌های برجسته‌ای در عرصه‌های مختلف بوده است. در ادامه، نگاهی گذرا خواهیم داشت به برخی از این اعضا که در حوزه‌های دانشگاهی، هنری، تجاری، سیاسی و ...  نقش‌های مهمی ایفا کرده‌اند.

### حوزه دانشگاهی
- پاول باتلر (۱۹۸۲):  استاد حقوق در مرکز حقوق دانشگاه جورج تاون، که با  تحقیقات  پیشگامانه خود در زمینه  نژاد  و  سیستم  عدالت  کیفری  شناخته  می‌شود.
- سم چانسی (۱۹۵۷):  از  مدیران  برجسته  دانشگاه  ییل  که  نقش  مهمی  در  شکل‌گیری  سیاست‌های  آموزشی  و  اداری  این  دانشگاه  ایفا  کرد.
- ریچارد گیلدر (۱۹۵۴):  تاریخ‌دان  و  نیکوکار  معروف  آمریکایی  که  به  همراه  لوئیس  لهرمن،  مؤسسه  تاریخ  آمریکا  گیلدر  لهرمن  را  بنیان  نهاد.  این  مؤسسه  در  زمینه  جمع‌آوری  و  مطالعه  اسناد  و  مدارک  تاریخی  آمریکا  فعالیت  می‌کند.
- ای.  ویتنی  گریسولد  (۱۹۲۹):  شانزدهمین  رئیس  دانشگاه  ییل  که  دوره  رهبری  او  با  تحولات  عمیقی  در  ساختار  و  برنامه‌های  آموزشی  این  دانشگاه  همراه  بود.
- اشبل  گرین  گالیور  (۱۹۱۹):  رئیس  دانشکده  حقوق  ییل  که  در  توسعه  و  ارتقای  این  دانشکده  نقش  بسزایی  داشت.
- رابرت  مینارد  هاچینز  (۱۹۲۱):  رئیس  دانشگاه  شیکاگو  که  به  خاطر  اصلاحات  جسورانه  خود  در  نظام  آموزش  عالی  آمریکا  و  تأکید  بر  آموزش  کلاسیک  و  علوم  انسانی  مشهور  است.
- ویلیام  وولسی  جانسون:  ریاضیدان  و  استاد  آکادمی  نیروی  دریایی  ایالات  متحده  که  در  زمینه  هندسه  تحلیلی  و  جبر  تحقیقات  ارزشمندی  انجام  داد.
- رشید  خالدی  (۱۹۷۰):  استاد  بازنشسته  مطالعات  عرب  مدرن  در  دانشگاه  کلمبیا  و  یکی  از  مورخان  و  متخصصان  برجسته  در  زمینه  تاریخ  و  سیاست  خاورمیانه.
- فلیکس  ماتوس  رودریگز  (۱۹۸۴):  رئیس  دانشگاه  شهری  نیویورک  که  به  خاطر  تلاش‌هایش  در  جهت  گسترش  دسترسی  به  آموزش  عالی  برای  اقشار  کم‌درآمد  و  اقلیت‌ها  شناخته  می‌شود.
- کلارک  بلانچارد  میلیکان  (۱۹۲۴):  استاد  هوانوردی  در  مؤسسه  فناوری  کالیفرنیا  و  یکی  از  پیشگامان  در  زمینه  مهندسی  هوافضا.
- بنو  سی.  اشمیت  جونیور:  بیستمین  رئیس  دانشگاه  ییل  که  در  دوره  رهبری  او،  این  دانشگاه  به  پیشرفت‌های  قابل  توجهی  در  زمینه‌های  تحقیقاتی  و  آموزشی  دست  یافت.
- کرت  اشموک  (۱۹۷۱):  رئیس  دانشگاه  بالتیمور  و  شهردار  بالتیمور  که  به  خاطر  سیاست‌های  اجتماعی  و  آموزشی  پیشرو  خود  شناخته  می‌شود.
- آرتور  ویلیامز  رایت  (۱۸۵۹):  فیزیکدان  برجسته  در  دانشگاه  ییل  که  در  زمینه  طیف‌سنجی  و  فیزیک  مولکولی  تحقیقات  مهمی  انجام  داد.

### هنر و معماری
- جاناتان  فوت  (۱۹۵۸):  معمار  معروف  آمریکایی  که  آثارش  با  جنبش  حفاظت  از  آثار  تاریخی  در  ایالات  متحده  پیوند  خورده  است.  او  در  طراحی  و  مرمت  بناهای  تاریخی  مهارت  خاصی  داشت.
- پل  گلدبرگر  (۱۹۷۲):  منتقد  معماری  و  نویسنده  کتاب‌های  معماری  که  با  نگاه  تیزبین  و  نثر  شیوای  خود،  تأثیر  عمیقی  بر  نقد  معماری  گذاشت.
- سم  واگستف:  متصدی  و  گردآورنده  آثار  هنری  که  به  خاطر  مجموعه  عکس‌های  خود  و  حمایت  از  هنرمندان  جوان  مشهور  بود.
- جورج  الکسیس  ویموث  (۱۹۵۸):  نقاش  و  فعال  محیط  زیست  که  با  سبک  نقاشی  منحصربه‌فرد  خود  و  تلاش‌هایش  در  جهت  حفاظت  از  طبیعت  شناخته  می‌شود.

### کسب و کار
- اسکات بسنت (۱۹۸۴):  سرمایه‌گذار  و  مدیر  صندوق  پوشش  ریسک  که  به  خاطر  عملکرد  موفق  خود  در  بازارهای  مالی  و  پیش‌بینی  بحران‌های  اقتصادی  شناخته  می‌شود.
- الکساندر  اسمیت  کوکران  (۱۸۹۶):  از  صنعتگران  و  نیکوکاران  برجسته  آمریکایی  که  در  صنایع  نساجی  و  ریل  فعالیت  داشت  و  به  خاطر  کمک‌های  مالی  خود  به  مؤسسات  آموزشی  و  فرهنگی  مشهور  بود.
- ویلیام  کلی  فورد  (۱۹۴۹):  از  خاندان  معروف  فورد  و  مالک  تیم  دیترویت  لاینز  در  لیگ  ملی  فوتبال  آمریکایی  که  در  صنعت  خودروسازی  و  ورزش  نقش  مهمی  ایفا  کرد.
- آنسون  گودیر  (۱۸۹۹):  از  صنعتگران،  تجار  و  نیکوکاران  آمریکایی  که  به  عنوان  اولین  رئیس  موزه  هنر  مدرن  نیویورک،  در  توسعه  و  گسترش  این  موزه  نقش  بسزایی  داشت.
- چارلز  دابلیو.  هارکنس  (۱۸۸۳):  از  مدیران  شرکت  استاندارد  اویل  و  شرکت‌های  راه‌آهن  بزرگ  آمریکا  که  در  توسعه  صنعت  نفت  و  حمل  و  نقل  ریلی  نقش  مهمی  ایفا  کرد.
- ادوارد  هارکنس  (۱۸۹۶):  نیکوکار  و  حامی  مالی  عمده  دانشگاه  ییل  که  کمک‌های  مالی  او  منجر  به  ساخت  بسیاری  از  ساختمان‌ها  و  تأسیس  برنامه‌های  آموزشی  در  این  دانشگاه  شد.
- ویلیام  ال.  هارکنس:  تاجر  و  نیکوکار  آمریکایی  که  در  زمینه‌های  مختلفی  از  جمله  صنایع  معدنی  و  کشتی‌رانی  فعالیت  داشت.
- لویس  لهرمن:  رئیس  سابق  شرکت  رایت  اید،  بانکدار  سرمایه‌گذاری  و  بنیانگذار  مؤسسه  لهرمن  که  در  زمینه  تاریخ  و  سیاست  آمریکا  فعالیت  می‌کند.
- راجر  میلیکن  (۱۹۳۷):  رئیس  و  مدیر  عامل  شرکت  میلیکن،  یکی  از  بزرگترین  شرکت‌های  تولید  پارچه  و  الیاف  در  جهان.
- پل  مور  پدر  (۱۹۰۸):  بنیانگذار  شرکت  هواپیمایی  ریپابلیک  که  در  زمینه  طراحی  و  تولید  هواپیماهای  نظامی  و  مسافربری  فعالیت  داشت.
- فیلیپ  دابلیو.  پیلسبوری  (۱۹۲۴):  رئیس  هیئت  مدیره  شرکت  پیلسبوری،  یکی  از  بزرگترین  شرکت‌های  تولید  مواد  غذایی  در  جهان.
- تام  استیر  (۱۹۷۹):  بنیانگذار  و  شریک  مدیر  ارشد  سابق  شرکت  فارالون  کپیتال،  یکی  از  بزرگترین  شرکت‌های  سرمایه‌گذاری  در  جهان.
- ویلیام  ارل  داج  استوکس:  تاجر  شرکت  فلپس،  داج  و  شرکا  و  توسعه  دهنده  املاک  و  مستغلات  در  قسمت  بالای  غربی  نیویورک  که  در  توسعه  شهری  و  ساخت  آسمان‌خراش‌ها  نقش  مهمی  ایفا  کرد.
- ویلیام  ریگلی  سوم  (۱۹۵۴):  رئیس  شرکت  ویلیام  ریگلی  جونیور،  یکی  از  بزرگترین  شرکت‌های  تولید  آدامس  در  جهان.

### سرگرمی
- چیپو  چانگ  (۲۰۰۰):  بازیگر  زیمبابوه‌ای  که  در  فیلم‌ها  و  سریال‌های  معروف  هالیوودی  و  بریتانیایی  ایفای  نقش  کرده  است.
- چارلز  ایوز  (۱۸۹۸):  آهنگساز  مدرنیست  آمریکایی  که  با  سبک  منحصربه‌فرد  خود  و  ترکیب  موسیقی  کلاسیک  اروپایی  با  موسیقی  سنتی  آمریکایی  شناخته  می‌شود.
- کریستوفر  لیدون:  شخصیت  رسانه‌ای  و  مفسر  سیاسی  و  اجتماعی  که  با  برنامه‌های  رادیویی  و  تلویزیونی  خود  در  آمریکا  به  شهرت  رسید.
- داگلاس  مور  (۱۹۱۵):  آهنگساز  آمریکایی  که  بیشتر  به  خاطر  اپراهای  خود  و  استفاده  از  تم‌های  تاریخی  و  افسانه‌ای  در  آثارش  شناخته  می‌شود.
- لیلا  نوگباوئر  (۲۰۰۷):  کارگردان  تئاتر  و  سینما  که  به  خاطر  کارگردانی  نمایش‌های  برادوی  و  فیلم‌های  مستقل  خود  مشهور  است.
- کلاریسا  وارد  (۲۰۰۲):  خبرنگار  تلویزیونی  برنده  جایزه  امی  که  به  خاطر  گزارش‌های  خود  از  مناطق  جنگی  و  بحرانی  در  سراسر  جهان  شناخته  می‌شود.
- داگلاس  ویک  (۱۹۷۶):  تهیه  کننده  فیلم  برنده  جایزه  اسکار  که  در  تولید  فیلم‌های  معروف  هالیوودی  همچون  "گلادیاتور"  و  "مریخ  حمله  می‌کند!"  نقش  داشته  است.

### حقوق
- راب بونتا (۱۹۹۴): دادستان کل کالیفرنیا و از  چهره‌های  مبارز  در  راه  عدالت  اجتماعی  و  اصلاحات  در  سیستم  کیفری  آمریکا.
- دیوید جی. بروئر: قاضی دیوان عالی ایالات متحده که در  اواخر  قرن  نوزدهم  و  اوایل  قرن  بیستم  در  تصمیم‌گیری‌های  مهم  این  دیوان  نقش  داشت.
- جان پروکتور کلارک: قاضی دیوان عالی نیویورک که به  خاطر  آرای  خود  در  پرونده‌های  مهم  حقوقی  و  مدنی  شناخته  می‌شود.
- رابرت بی. فیسک (۱۹۵۲): وکیل شرکت  معروف  "دیویس پولک اند واردول"  و  دادستان  ایالات  متحده  برای  ناحیه  جنوبی  نیویورک  که  در  پرونده‌های  مهم  مالی  و  جنایی  فعالیت  داشت.
- وین مک وی: سی و ششمین دادستان کل ایالات متحده، سفیر ایالات متحده در امپراتوری عثمانی و سفیر ایالات متحده در ایتالیا که  در  عرصه  سیاست  و  دیپلماسی  آمریکا  فعال  بود.
- ادوارد جان فلپس: فرستاده به دربار سنت جیمز، وکیل  و  بنیانگذار  انجمن  وکلای  آمریکا  که  در  توسعه  نظام  حقوقی  آمریکا  نقش  مهمی  ایفا  کرد.

### ادبیات و روزنامه نگاری
- لی باردوگو (۱۹۹۷): نویسنده  فانتزی  معروف  اسرائیلی-آمریکایی  که  با  رمان‌های  "سایه  و  استخوان"  و  "شش  کلاغ"  به  شهرت  جهانی  رسید.
- چارلز ال. بارتلت: روزنامه نگار برنده جایزه پولیتزر که  به  خاطر  گزارش‌های  تحلیلی  و  افشاگرانه  خود  از  رویدادهای  سیاسی  آمریکا  شناخته  می‌شود.
- استفن وینسنت بنت (۱۹۱۹): شاعر، نویسنده داستان کوتاه و رمان نویس برنده جایزه پولیتزر که  با  آثار  خود  همچون  "جان  براون  بدن"  و  "غربت  آمریکایی"  در  ادبیات  آمریکا  جایگاه  ویژه‌ای  دارد.
- کلارنس وینتروپ بوون (۱۸۸۳): نویسنده  مقالات  تاریخی  و  از  مورخان  آمریکایی  که  به  مطالعه  و  تحقیق  درباره  تاریخ  ایالات  متحده  پرداخت.
- ادوین اس. گروسنور (۱۹۷۳): رئیس و سردبیر  مجله  معروف  "American Heritage"  که  به  انتشار  مقالات  و  تصاویر  تاریخی  آمریکا  می‌پردازد.
- ویلیام متیوز (۱۹۶۵): شاعر  آمریکایی  برنده  جایزه  شعر  روث  لیلی  که  با  سبک  منحصربه‌فرد  خود  و  اشعار  عاشقانه  و  اجتماعی‌اش  شناخته  می‌شود.
- ادموند کلارنس استدمن: شاعر، منتقد و مقاله نویس  آمریکایی  که  در  قرن  نوزدهم  در  عرصه  ادبیات  آمریکا  فعال  بود.
- داگ رایت (۱۹۸۵): نمایشنامه نویس و فیلمنامه نویس برنده جایزه پولیتزر که  با  آثار  خود  همچون  "من  سم هستم"  و  "خانه  عروسک‌های  گری"  به  شهرت  رسید.

### سیاست
- مالکوم بالدریج جونیور: وزیر بازرگانی  سابق  ایالات  متحده  در  دولت  رونالد  ریگان  که  به  خاطر  سیاست‌های  اقتصادی  خود  شناخته  می‌شود.
- اراستوس کورنینگ دوم (۱۹۳۲): شهردار  آلبانی  نیویورک  به  مدت  ۴۲  سال،  سناتور  ایالت  نیویورک  و  عضو  مجلس  ایالتی  نیویورک  که  از  چهره‌های  تأثیرگذار  در  سیاست  ایالتی  بود.
- پارکر کورنینگ (۱۸۹۵): عضو  مجلس  نمایندگان  ایالات  متحده  از  ایالت  نیویورک  که  در  اوایل  قرن  بیستم  در  کنگره  آمریکا  فعالیت  داشت.
- مارک دیتون (۱۹۷۸): فرماندار  ایالت  مینه سوتا،  سناتور  ایالات  متحده  و  حسابرس  ایالت  مینه سوتا  که  به  خاطر  سیاست‌های  اجتماعی  و  اقتصادی  لیبرال  خود  مشهور  است.
- داگلاس مک آرتور دوم (۱۹۳۲): سفیر  ایالات  متحده  در  ژاپن،  بلژیک،  اتریش  و  ایران  و  دستیار  وزیر  امور  خارجه  در  امور  قانونگذاری  که  در  عرصه  دیپلماسی  آمریکا  فعال  بود.
- وین مک وی: سی و ششمین دادستان کل ایالات متحده، سفیر ایالات متحده در امپراتوری عثمانی و سفیر ایالات متحده در ایتالیا.
- ادوین آلبرت مریت (۱۸۸۴): عضو  مجلس  نمایندگان  ایالات  متحده  از  ایالت  نیویورک  که  در  اواخر  قرن  نوزدهم  در  کنگره  آمریکا  فعالیت  داشت.
- تراستون بالارد مورتون (۱۹۲۹): سناتور  ایالات  متحده  از  ایالت  کنتاکی  که  در  دهه  ۱۹۵۰  و  ۱۹۶۰  در  سنای  آمریکا  فعالیت  داشت.
- راجرز مورتون: وزیر کشور ایالات متحده، وزیر بازرگانی ایالات متحده و عضو مجلس نمایندگان ایالات متحده که در  دولت‌های  ریچارد  نیکسون  و  جرالد  فورد  خدمت  کرد.
- ادوارد جان فلپس: فرستاده به دربار سنت جیمز و بنیانگذار انجمن وکلای آمریکا.
- جفری رابینسون: عضو پارلمان بریتانیا و  خزانه‌دار  کل  که  در  دولت  تونی  بلر  خدمت  کرد.
- ریموند جی. اچ. سیتز (۱۹۶۳): سفیر ایالات متحده در بریتانیا در  دوره  ریاست  جمهوری  جورج  اچ.  دبلیو.  بوش.

### مذهب
- پل مور جونیور: اسقف نیویورک در  کلیسای  اسقفی  ایالات  متحده  که  به  خاطر  دیدگاه‌های  لیبرال  و  مبارزات  خود  در  زمینه  عدالت  اجتماعی  شناخته  می‌شود.

### ورزش
- دونالد بیر (۱۹۵۷): قایقران  مسابقه  و  دارنده  مدال  المپیک  که  در  رشته  قایقرانی  روئینگ  به  موفقیت‌های  چشمگیری  دست  یافت.
- جان چارلزورث (۱۹۲۹): بازیکن  فوتبال  آمریکایی  که  در  دهه  ۱۹۳۰  در  تیم  دانشگاه  ییل  بازی  می‌کرد.
- توماس چارلتون (۱۹۵۶): قایقران  مسابقه  و  دارنده  مدال  المپیک  که  در  رشته  قایقرانی  روئینگ  به  موفقیت‌های  چشمگیری  دست  یافت.
- دیک جارون (۱۹۷۳): بازیکن  و  مربی  فوتبال  حرفه‌ای  در  لیگ  ملی  فوتبال  آمریکایی  که  به  عنوان  سرمربی  چندین  تیم  در  این  لیگ  فعالیت  کرد.
- جک موریسون (۱۹۶۷): بازیکن  هاکی  روی  یخ  و  عضو  تیم  ملی  ایالات  متحده  در  بازی‌های  المپیک  که  در  رشته  هاکی  روی  یخ  به  موفقیت‌های  چشمگیری  دست  یافت.
- داکی پاند (۱۹۲۵): مربی  فوتبال  آمریکایی  در  دانشگاه  ییل  و  سایر  دانشگاه‌ها  که  به  خاطر  سبک  مربیگری  منحصربه‌فرد  خود  شناخته  می‌شود.
- راستی ویلز (۱۹۵۸): قایقران  مسابقه  و  دارنده  مدال  المپیک  که  در  رشته  قایقرانی  روئینگ  به  موفقیت‌های  چشمگیری  دست  یافت.